# Ръсел (водопад)
Вижте пояснителната страница за други значения на Ръсел.
Ръсел е водопад разположен в източната част на национален парк „Маунт Фийлд“, намиращ се на остров Тасмания, Австралия. Той е популярна туристическа атракция.
Първоначално водопадът е наричан Браунинг, в чест на неговия откривател. От 1884 г. става известен с името Ръсел, а от следващата година е защитен. През 1899 г. водопадът е избран сред 8-те забележителности, изобразени на пощенски марки с цел популяризиране на туристическата индустрия в тогавашната колония.
Около водопада се срещат дървесните видове Царски евкалипт и Atherosperma moschatum. Ръсел се намира на около сто метра надолу по течението от друг красив водопад Хорсшу.

## Галерия
- Водопадът отпред
- Горната част на водопада